# Supercoppa italiana di Serie A2 2022
La Supercoppa italiana di Serie A2 2022 si è svolta l'8 aprile 2022: al torneo hanno partecipato due squadre di club italiane e la vittoria finale è andata per la seconda volta consecutiva all'Olimpia Bergamo.

## Regolamento
Le squadre hanno disputato una gara unica.

## Squadre partecipanti
| Squadra         | Qualificazione                              |
| --------------- | ------------------------------------------- |
| Olimpia Bergamo | Vincitrice regular season Serie A2 2021-22  |
| Tricolore       | Vincitrice Coppa Italia di Serie A2 2021-22 |

## Torneo
| 8 aprile 2022 Palazzetto dello sport, Bergamo Durata: 1h:51 - Spettatori: 1 906 | Olimpia Bergamo | 3 - 1 | Tricolore | 25-23, 25-18, 21-25, 25-21 |